# Ahmad Nahavandi
Ahmad ibn Muhammad al-Nahavandi fue un astrónomo persa que vivió entre los siglos  VIII y IX. Su nombre indica que procedía de la ciudad iraní de Nahavand.
Vivió y trabajó en la Academia de Gundishapur, en Juzestán (actual Irán) en la época de Yahya ibn Khalid ibn Barmak, quien falleció en el año 803, donde parece ser que realizó observaciones astronómicas en torno al año 800. Él y Mashallah fueron de los primeros astrónomos islámicos que aparecieron en la región de al-Mansur, el segundo califa abasí.
Al-Nahavandi también compiló las tablas conocidas como Mushtamil.